# Arrondissement di Saint-Omer
L'arrondissement di Saint-Omer è una suddivisione amministrativa francese, situata nel dipartimento del Passo di Calais, nella regione dell'Alta Francia.

## Composizione
L'arrondissement di Saint-Omer raggruppa 116 comuni in 8 cantoni:
- cantone di Aire-sur-la-Lys
- cantone di Ardres
- cantone di Arques
- cantone di Audruicq
- cantone di Fauquembergues
- cantone di Lumbres
- cantone di Saint-Omer-Nord
- cantone di Saint-Omer-Sud